# Валгрегентино
Валгрегентино (итал. Valgreghentino) је насеље у Италији у округу Леко, региону Ломбардија.
Према процени из 2011. у насељу је живело 3103 становника. Насеље се налази на надморској висини од 257 м.

## Становништво
| 1931. | 1936. | 1951. | 1961. | 1971. | 1981. | 1991. | 2001. | 2011. |
| ----- | ----- | ----- | ----- | ----- | ----- | ----- | ----- | ----- |
| 1.981 | 2.020 | 2.151 | 2.122 | 2.303 | 1.936 | 2.714 | 3.021 | 3.410 |